# あひるウイルス性肝炎
あひる肝炎（あひるかんえん、英: duck hepatitis）とはあひる肝炎ウイルス（DHV）1型、2型、3型感染を原因とするアヒルの感染症。あひる肝炎ウイルス1型はピコルナウイルス科に属するRNAウイルス、あひる肝炎ウイルス2型および3型（あひるアストロウイルス1型）はアストロウイルス科に属するRNAウイルス。
日本では家畜伝染病予防法において届出伝染病に指定されており、対象動物はアヒル。なお、日本獣医学会の提言で法令上の名称が「あひる肝炎」から「あひるウイルス性肝炎」に変更された。

## 特徴
主要な伝播形式は糞便を介した経口感染である（糞口経路）。5週未満のアヒルでは致命的であり、甚急性に経過し、反弓緊張を呈し、1時間以内に死亡する。病理学的には肝臓の腫大や出血斑が認められる。診断にはウイルス分離や中和試験が用いられる。国によっては予防には生ワクチンが用いられることがある。